# Manufacture nationale de Sèvres
De manufacture nationale de Sèvres is een porseleinfabriek in het Franse Sèvres, gesticht in de 18e eeuw.

## Geschiedenis
In 1740 werd met steun van Lodewijk XV en Madame de Pompadour een porseleinfabriek gesticht in het in onbruik geraakte kasteel van Vincennes. Tussen 1753 en 1756 werd onder architect Jean-Baptiste Robert Lindet een nieuwe fabriek gebouwd in Sèvres, in de nabijheid van het kasteel Bellevue (1750) van Madame de Pompadour. De productie verhuisde in 1756 naar Sèvres. Niet lang daarna kwam de fabriek, oorspronkelijk een privéonderneming, in koninklijke handen. De naam manufacture royale de porcelaine de Sèvres werd gevoerd tot de Franse Revolutie. Vervolgens kwam de porseleinfabriek in handen van de staat, tot 2009 viel het onder het ministerie van cultuur.
In 2010 werden de Manufacture nationale de Sèvres, het Musée national de Céramique in Sèvres en het Musée National de la Porcelaine A. Dubouché in Limoges samengevoegd tot Cité de la céramique - Sèvres et Limoges. De nieuwe organisatie is verantwoordelijk voor de heruitgave van oude producten, maar produceert ook nieuw werk in samenwerking met hedendaagse kunstenaars.

## Producten
De fabriek produceert van oudsher zowel huishoudelijk porselein als stukken die uitsluitend werden gebruikt voor decoratieve doeleinden. Sèvres werd vooral bekend om de hoge vazen die werden gemaakt in verschillende maten, kleuren, patronen en scènes. Voor de ontwerpen en beschilderingen werden kunstenaars ingehuurd. Ook meubels, klokken en barometers werden met porselein gedecoreerd. De porseleinfabriek had een aparte afdeling waar kleine sculpturen of figuurtjes werden gemaakt in wit biscuit, gemodelleerd door beeldhouwers als Jean-Jacques Bachelier en Étienne-Maurice Falconet.

## Galerij

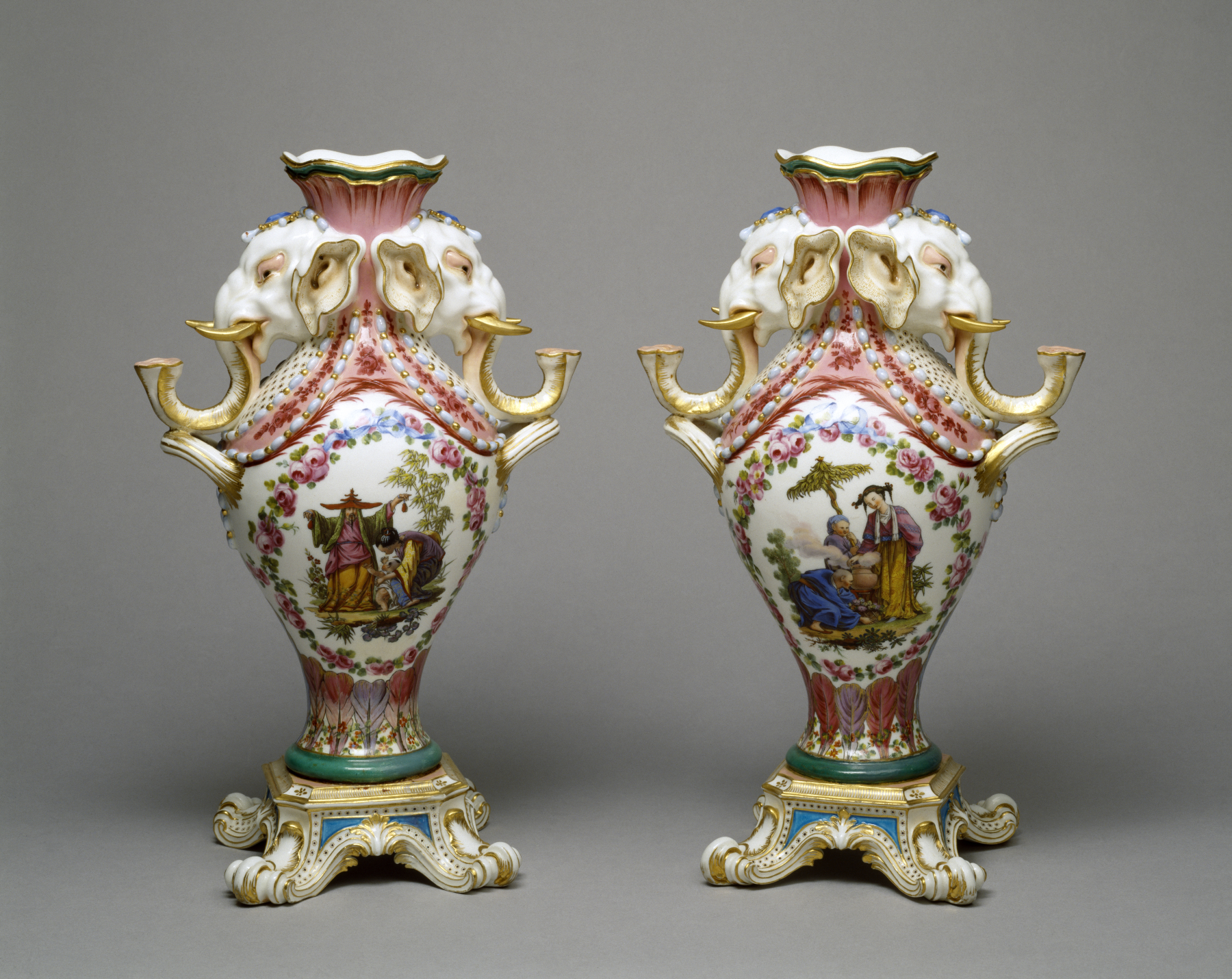
Olifantvazen (1756/1762), beschilderd door Charles-Nicolas Dodin (Wallace Collection)
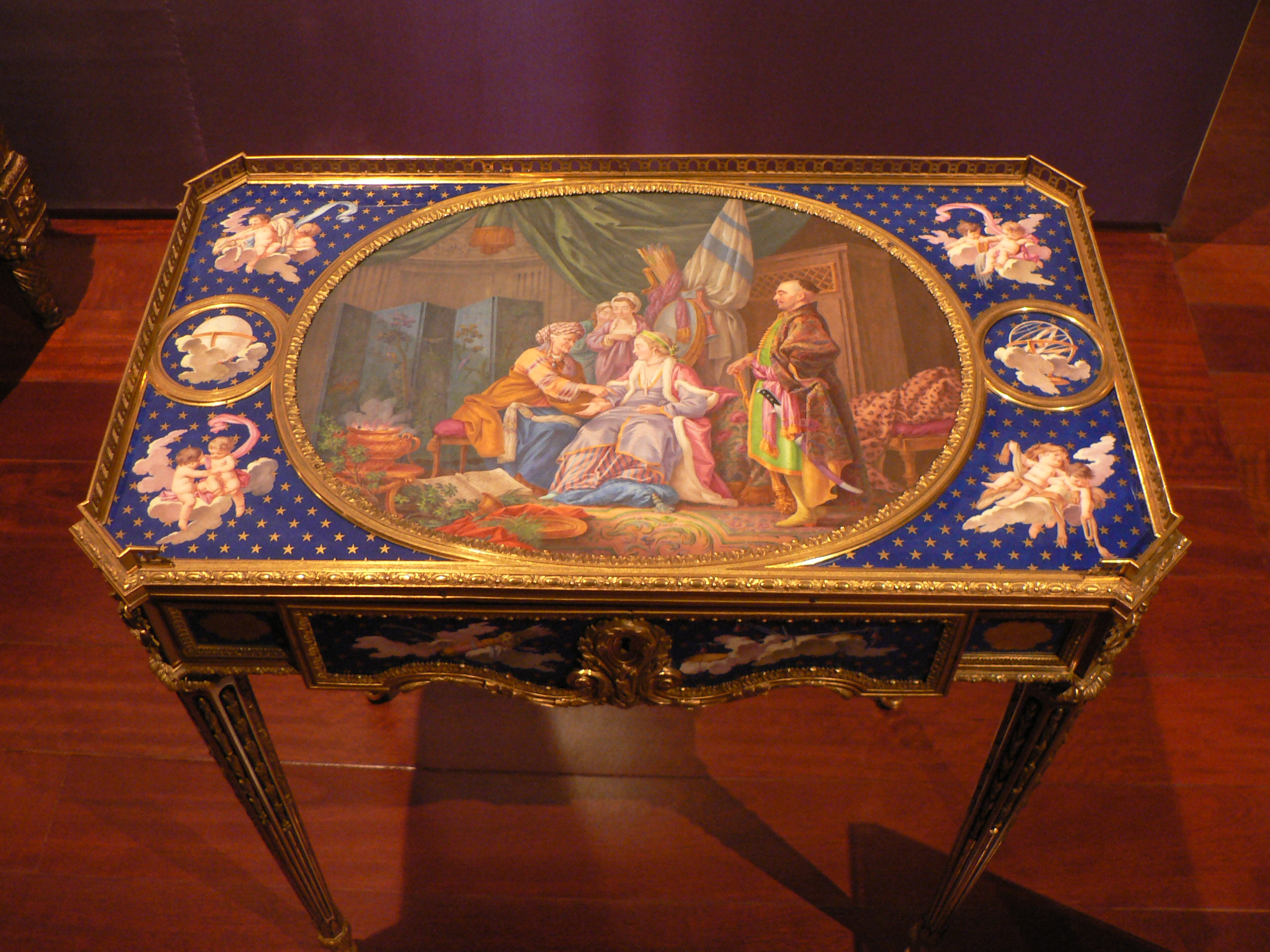
Schrijftafel (1772) door Martin Carlin
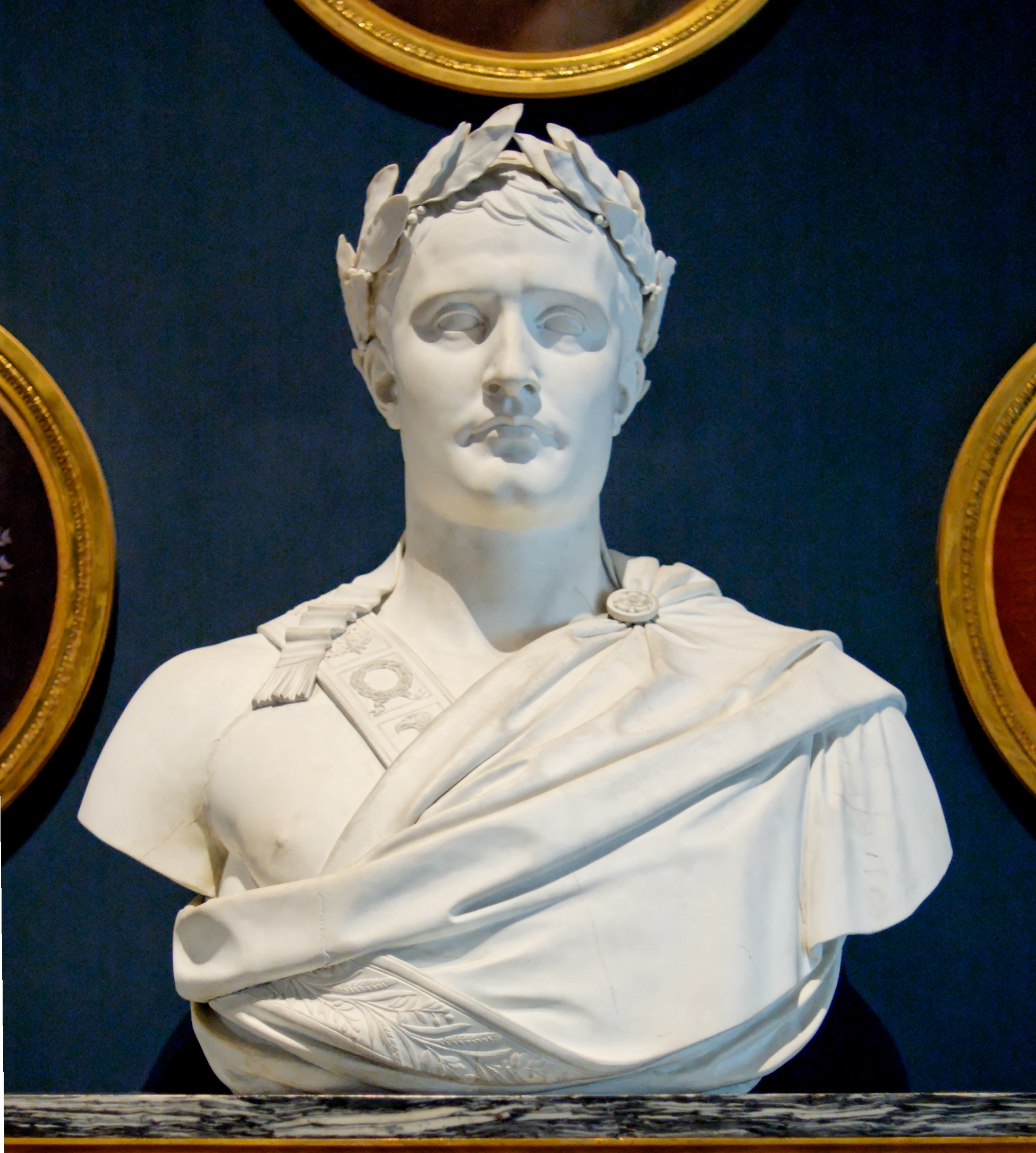
Buste van Napoleon Bonaparte (1811), door Antoine-Denis Chaudet (Louvre)
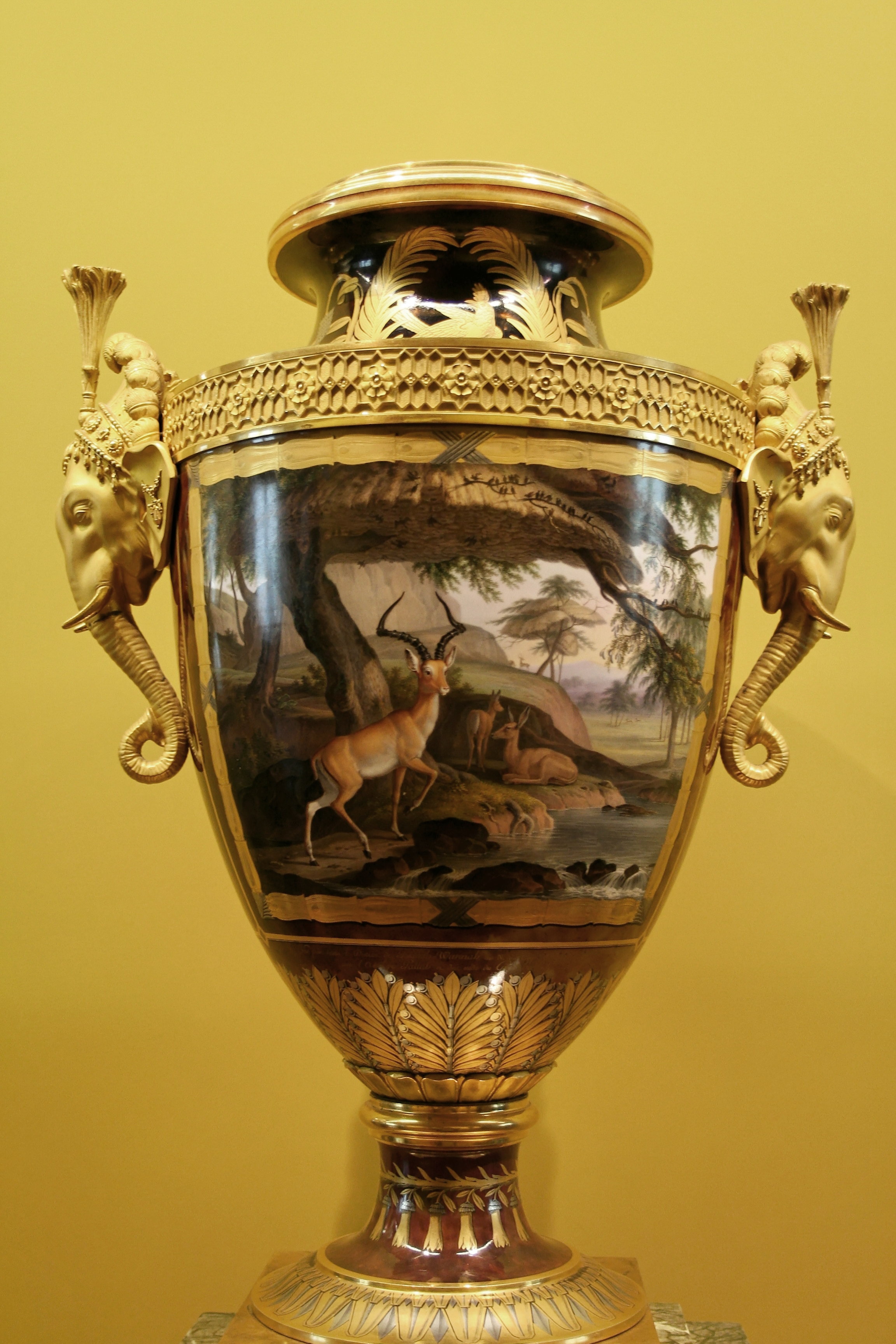
Clodion vaas (1817), door Lodewijk VIII geschonken aan zijn broer Karel
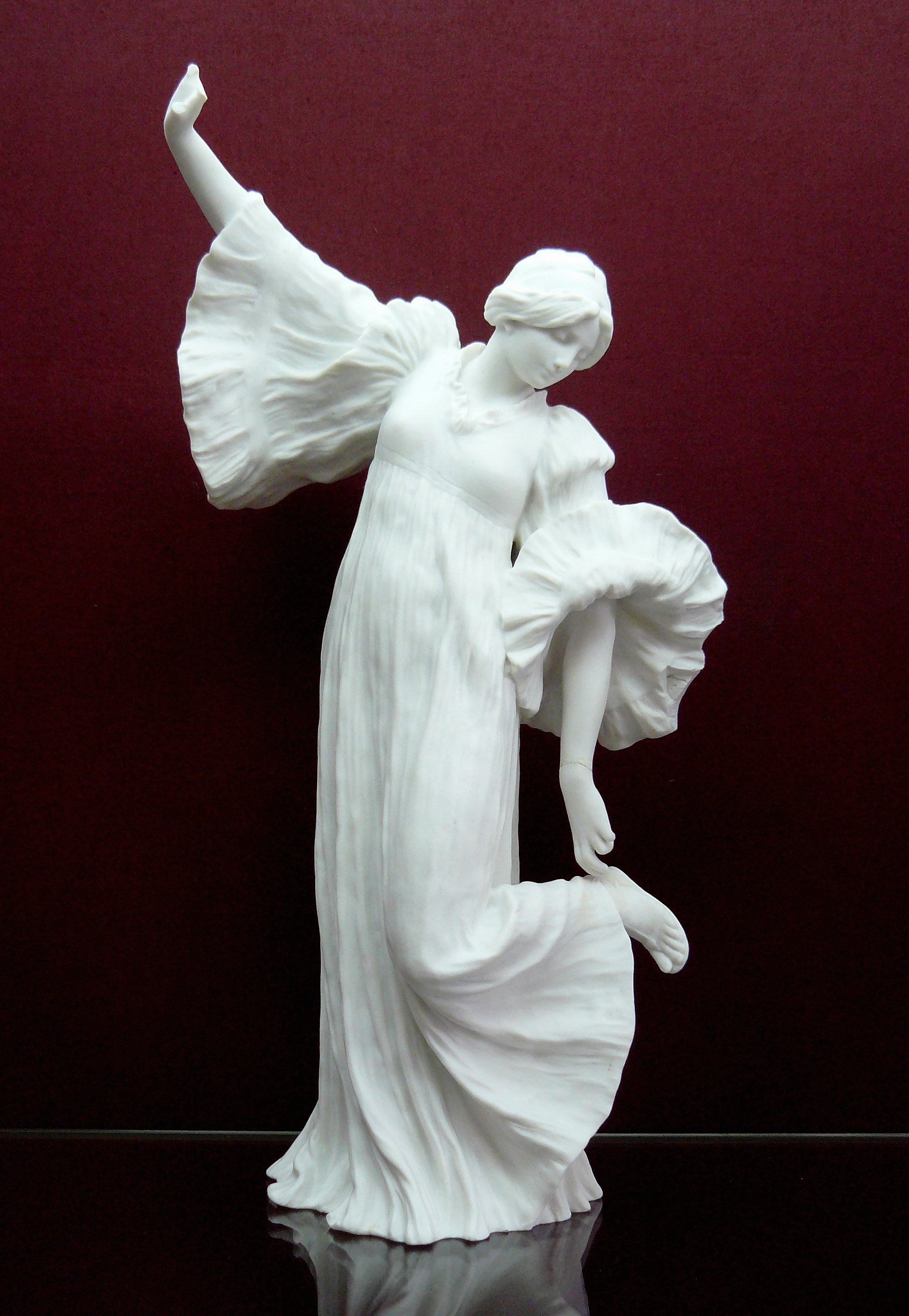
Danseres (1900) door Agathon Léonard

## Verbonden aan Sèvres

### Directeurs
- 1748-1774 Jean-Claude Chambellan Duplessis, begon als directeur van de fabriek in Vincennes
- 1774-1800 Louis-Simon Boizot
- 1800-1847 Alexandre Brogniart
- 1854-? Henri Victor Regnault
- 1887-? Théodore Deck

### Kunstenaars (selectie)
- Pierre Alechinsky
- Jean Arp
- Louise Bourgeois
- Alexander Calder
- Erik Dietman
- Hector Guimard
- Roberto Matta
- Serge Poliakoff
- Auguste Rodin
- Ettore Sottsass
- Constant Troyon